# 瓦马彝族白族乡
瓦马彝族白族乡是中华人民共和国云南省保山市隆阳区下辖的一个民族乡。

## 行政区划
瓦马彝族白族乡下辖以下村级行政区划单位：
瓦马村、河东村、棉戛村、白岩村、谷米村、拉攀村、山心村、下里濯村、上里濯村、掌上村、黑岩洼村、汶上村、安邦村、秧草村、小河村、小水井村、搭板桥村、上拉堡村、下拉堡村、新民村和岩脚村。